# جاتکو
جاتکو (انگلیسی: Jatco) شرکت قطعه‌سازی ژاپنی است، که در سال ۱۹۷۰ تأسیس شد. این شرکت تولیدکننده سامانه‌های انتقال قدرت خودکار خودرو است.